# Tiefland (opera)

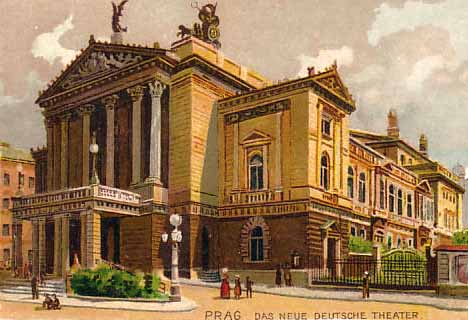
Nové německé divadlo v Praze

Tiefland (Nížina) je tříaktová opera se vstupním prologem, jejímž autorem je německý skladatel Eugen d'Albert. Německé libreto napsal Rudolph Lothar podle katalánské divadelní hry Terra baixa autora Àngela Guimerà z roku 1896. Tiefland je d’Albertova sedmá a zároveň jedna z jeho nejznámějších oper. Premiéru měla v Novém německém divadle v Praze roku 1903.

## Historie
Opera Tiefland byla poprvé provedena 15. listopadu 1903 v Novém německém divadle v Praze (dnešní Státní opera Praha), ale úspěch byl nevalný. Důvodem pro vlažné přijetí díla mohlo být nové nastudování hlavní role Pedra v relativně krátkém čase. To bylo nutné, z důvodu náhlého úmrtí předního zpěváka scény, dramatického tenoristy Wilhelma Elsnera krátce před premiérou.
Pro další dlouhodobá uvedení v Hamburku a Berlíně autor v roce 1907 operu revidoval. Premiéra opery na americkém kontinentu se konala v Metropolitní opeře v New Yorku 23. listopadu 1908 s Emou Destinnovou a Erikem Schmedesem v hlavních rolích.

## Hlavní role
| Role                                                                            | Hlas        | Obsazení při premiéře 15. listopadu 1903 (dirigent: Leo Blech) |
| ------------------------------------------------------------------------------- | ----------- | -------------------------------------------------------------- |
| Marta, Sebastianova služebná a opatrovnice, milovaná jak Sebastianem tak Pedrem | soprán      | Irene Alföldy                                                  |
| Pedro, pastýř v Sebastianových službách                                         | tenor       | Desider Arànyi                                                 |
| Sebastiano, bohatý statkář                                                      | baryton     | Erich Hunold                                                   |
| Tommaso, obecní starší muž                                                      | bas         | Alexander Haydter                                              |
| Nuri, Sebastianova služebná a Martina přítelkyně                                | soprán      | Gertrude Förstel                                               |
| Pepa, Sebastianova služebná                                                     | soprán      | Martha Frank-Blech                                             |
| Antonia, Sebastianova služebná                                                  | mezzosoprán | Elsa Reichová                                                  |
| Rosalia, Sebastianova služebná                                                  | kontraalt   | Lina Carmasini                                                 |
| Moruccio, mlynář v Sebastianových službách                                      | bas         | Mathieu Frank                                                  |
| Nando, pastýř v Sebastianových službách                                         | tenor       | Josef Pauli                                                    |

## Novodobá provedení
V Německu a Rakousku je Tiefland stále na pořadu poměrně často (jen v roce 2007 jej uvedly domy Hessisches Staatstheater Wiesbaden, Volksoper Wien či Deutsche Oper Berlin, s Torstenem Kerlem v roli Pedra a Nadjou Michaelovou v roli Marty), zatímco v neněmeckých zemích je uváděno spíše sporadicky, např. Ankarská opera v roce 1951 (režie Carl Ebert se Semihou Berksoyovou v roli Marty), či roku 1995 Washington Opera (dirigent Heinz Fricke a režie Roman Těrleckyj.

## Výběr nahrávek
1983 Marek Janowski, Mnichovský rozhlasový orchestr (ARTS 47501-2)
- Marta: Eva Martonová
- Pedro: René Kollo
- Sebastiano: Bernd Weikl
- Tommaso: Kurt Moll

2002 Bertrand de Billy, Vídeňský rozhlasový symfonický orchestr (Oehms OC 312)
- Marta: Lisa Gasteenová
- Pedro: Johan Botha
- Sebastiano: Falk Struckmann
- Tommaso: Kwangchul Youn

2006 Franz Welser-Möst, Orchestr curyšské opery (EMI DVD, videozáznam z červencového představení)
- Marta: Petra Maria Schnitzerová
- Pedro: Peter Seiffert
- Sebastiano: Matthias Goerne
- Tommaso: László Polgár